# Mao Izumi
Izumi Mao (1º novembre 1996) è una judoka giapponese.

## Palmares
- Campionati asiatico-pacifici di judo

Fujairah 2019: oro nei 78 kg.

### Vittorie nel circuito IJF
| Data            | Località     | Paese   | Categoria  |
| --------------- | ------------ | ------- | ---------- |
| 21 gennaio 2018 | Tunisi       | Tunisia | Grand Prix |
| 17 marzo 2019   | Ekaterinburg | Russia  | Grand Slam |